# Clathria similis
Clathria similis är en svampdjursart som först beskrevs av Thiele 1903.  Clathria similis ingår i släktet Clathria och familjen Microcionidae. Inga underarter finns listade i Catalogue of Life.